# 街坊財爺
《街坊財爺》（英語：My Life As Loan Shark；前名《反轉貴利王》）是香港電視廣播有限公司拍攝製作的時裝都市喜劇題材的電視劇集；由鄭則仕、苑瓊丹、黎諾懿、黃智雯及邵美琪領銜主演，並由吳業坤、許家傑、姜麗文、袁文傑、黃嘉樂、古明華、馬海倫、梁舜燕、胡渭康、郭少芸及樊亦敏聯合演出。監製為梁材遠。
此劇為2019無綫節目巡禮19部劇集之一。

## 故事大綱
以誇張風格，透視高利貸的種種荒謬和無良手法，包括高息放數、經營中介公司避過法律制裁等。「咪俾錢中介」、「還得到先好借」……這一類耳熟能詳的勸諭，對於一班水深火熱，急於解決燃眉之急的債仔幫助不大，他們仍然屢勸屢犯、屢拉屢放、屢還屢借，噩夢一直延續著……
貴利王戴金仔（鄭則仕飾），一直用江湖手法，經營財務放數，用不良途徑追債，縱有妻朱露絲（邵美琪飾）屢勸金盤洗手，仍不知悔改。金仔在經營及追債過程中，惹來一直虎視在側的神探程宇森（黎諾懿飾）注視，森正義凜然，疾惡如仇，誓要對抗惡勢力……某天，天打雷劈之下，金仔被上天感召，從此放下屠刀，以財力回饋社會，「街坊財爺」就是暨派錢又派愛心的財爺。
所謂好人難做，超級壞蛋竟然突然從良？ 天方夜談的事必然捲入財務與江湖恩怨的糾纏，波及一班黑白二道之間的人物，引來警方及國際刑警參與撲滅罪行……萬鈞劇力之創作，浮誇拍案之演繹，除貴利王金仔外，還有其他合夥人：傻天使朱瑪莉（黃智雯飾）、神經刀大家姐蔣嬌（苑瓊丹飾）、古惑大狀張俊軒（吳業坤飾）、國際奸佬丁行健（袁文傑飾）、愛哭警花烏亞男（姜麗文飾）、低B大佬岑國華（古明華飾）等。致命連線交織成為瘋狂感人故事…… 社會充塞著各種不公與貧富懸殊，陰暗角落裡的小市民極待救援，民間確需要一位利民紓困的財爺。

## 演員表

### 戴家
| 演員                        | 角色 | 備注 |
| 苑瓊丹                      | 蔣 嬌 | 金牙嬌、嬌姐 過氣江湖大嫂 戴元寶之遺孀 戴金仔之繼母，與其不和，在其背後興風作浪，於第16集反目，最後和好 朱露絲之繼奶奶，與其不和，最後和好 朱費彩妮之繼親家奶奶 朱瑪莉之繼姻伯母，與其不和，於第16集反目，最後和好 利用岑國華報復戴金仔 與丁行健互相勾結以報復戴金仔，實被其利用 因替戴元寶頂罪承認縱火而被判入獄10年，於第4集刑滿出獄 於第7集為報復朱氏姊妹而收買莫財向朱瑪莉揭穿戴金仔放高利貸的秘密，令其與戴金仔及朱瑪莉鬧翻並離家出走 於第13集為報復朱露絲而收買越南人襲擊朱瑪莉 於第16集被戴金仔在各鄉親面前於祠堂中宣布與其割蓆，後離開戴家 於第19集由朱露絲帶回戴家 於第20集幫助做很多家務，以騙取戴家眾人的信任 於第22集軟禁戴金仔，並強迫其服食精神科藥物，令其長期處於神智不清的狀態及企圖搶走財務公司，但失敗 於第23集與丁行健反目，並被其捉走禁錮 於第25集被程宇森及柯耀宗救回，並舉報丁行健                                 |
| 韋家雄（壯年）              | 戴金仔 | 仔哥、金仔、肥仔金（蔣嬌專稱）、Kam Chai（朱露絲專稱） 週轉快財務顧問公司老闆 戴元寶之子 蔣嬌之繼子，與其不和，於第16集反目，最後和好 朱露絲之夫 朱費彩妮之女婿 朱瑪莉之姐夫 張俊軒之契爺，視其為親子 於第16集起為柯耀宗之契爺 程宇森之天敵，後和好並成為好友 岑國華之競爭對手，與其不和 丁行健之情敵兼天敵 於第4集被雷電擊中昏迷，於第5集蘇醒 於第6集與張俊軒在超級市場被石春生追斬 於第8集決心從良，並結束所有非法借債公司 於第16集在戴家祠堂供出蔣嬌之惡行及當年替人頂罪入獄之真相，並與其反目 於第21集起與警方合作設局拘捕丁行健，並假裝與張俊軒反目 於第24集向丁行健買回公司55%股份，但被拒絕，更被丁行健用香灰灑在自己身上，後追截對方時撞車 於第25集和警方合作拘捕丁行健 |
| 鄭則仕                      | 戴金仔 | 仔哥、金仔、肥仔金（蔣嬌專稱）、Kam Chai（朱露絲專稱） 週轉快財務顧問公司老闆 戴元寶之子 蔣嬌之繼子，與其不和，於第16集反目，最後和好 朱露絲之夫 朱費彩妮之女婿 朱瑪莉之姐夫 張俊軒之契爺，視其為親子 於第16集起為柯耀宗之契爺 程宇森之天敵，後和好並成為好友 岑國華之競爭對手，與其不和 丁行健之情敵兼天敵 於第4集被雷電擊中昏迷，於第5集蘇醒 於第6集與張俊軒在超級市場被石春生追斬 於第8集決心從良，並結束所有非法借債公司 於第16集在戴家祠堂供出蔣嬌之惡行及當年替人頂罪入獄之真相，並與其反目 於第21集起與警方合作設局拘捕丁行健，並假裝與張俊軒反目 於第24集向丁行健買回公司55%股份，但被拒絕，更被丁行健用香灰灑在自己身上，後追截對方時撞車 於第25集和警方合作拘捕丁行健 |
| 戴元寶                      | 寶哥 已故江湖大佬 蔣嬌之亡夫 戴金仔之亡父（由同一演員飾演） 朱露絲之亡老爺 朱費彩妮之亡親家老爺 朱瑪莉之亡姻世伯 間接害死丁行健父母 於第16集出現 | |
| 黃可盈（童年）              | 朱露絲 | Rose、Rose姐、戴太、絲絲（戴金仔專稱）、豬老鼠（蔣嬌專稱） 路暢通車行老闆／慈善總理／週轉快財務顧問公司老闆娘 朱費彩妮之長女 朱瑪莉之姊，視其為最重要的親人 戴金仔之妻，曾多次勸其金盆洗手 戴元寶之媳婦 蔣嬌之繼媳婦，與其不和，於第16集反目，最後和好 張俊軒之契媽，視其為親子 於第16集起為柯耀宗之契媽 被丁行健追求，在拒絕其後仍被其苦纏，最後與其反目 於第21集被警方指控藏有程宇森之警槍，並曾射擊丁行健家外而拘捕 於第25集獲釋，後被丁行健禁锢，後獲救並宣布懷孕 |
| 陳婉婷（青年）              | 朱露絲 | Rose、Rose姐、戴太、絲絲（戴金仔專稱）、豬老鼠（蔣嬌專稱） 路暢通車行老闆／慈善總理／週轉快財務顧問公司老闆娘 朱費彩妮之長女 朱瑪莉之姊，視其為最重要的親人 戴金仔之妻，曾多次勸其金盆洗手 戴元寶之媳婦 蔣嬌之繼媳婦，與其不和，於第16集反目，最後和好 張俊軒之契媽，視其為親子 於第16集起為柯耀宗之契媽 被丁行健追求，在拒絕其後仍被其苦纏，最後與其反目 於第21集被警方指控藏有程宇森之警槍，並曾射擊丁行健家外而拘捕 於第25集獲釋，後被丁行健禁锢，後獲救並宣布懷孕 |
| 陳 煒（已辭演本劇）         | 朱露絲 | Rose、Rose姐、戴太、絲絲（戴金仔專稱）、豬老鼠（蔣嬌專稱） 路暢通車行老闆／慈善總理／週轉快財務顧問公司老闆娘 朱費彩妮之長女 朱瑪莉之姊，視其為最重要的親人 戴金仔之妻，曾多次勸其金盆洗手 戴元寶之媳婦 蔣嬌之繼媳婦，與其不和，於第16集反目，最後和好 張俊軒之契媽，視其為親子 於第16集起為柯耀宗之契媽 被丁行健追求，在拒絕其後仍被其苦纏，最後與其反目 於第21集被警方指控藏有程宇森之警槍，並曾射擊丁行健家外而拘捕 於第25集獲釋，後被丁行健禁锢，後獲救並宣布懷孕 |
| 邵美琪                      | 朱露絲 | Rose、Rose姐、戴太、絲絲（戴金仔專稱）、豬老鼠（蔣嬌專稱） 路暢通車行老闆／慈善總理／週轉快財務顧問公司老闆娘 朱費彩妮之長女 朱瑪莉之姊，視其為最重要的親人 戴金仔之妻，曾多次勸其金盆洗手 戴元寶之媳婦 蔣嬌之繼媳婦，與其不和，於第16集反目，最後和好 張俊軒之契媽，視其為親子 於第16集起為柯耀宗之契媽 被丁行健追求，在拒絕其後仍被其苦纏，最後與其反目 於第21集被警方指控藏有程宇森之警槍，並曾射擊丁行健家外而拘捕 於第25集獲釋，後被丁行健禁锢，後獲救並宣布懷孕 |
| 黃智雯 （國語配音：王曄雯） | 朱瑪莉 | Mary、二小姐、道士（蔣嬌專稱） 新生命輔導中心社工 朱費彩妮之幼女 朱露絲之妺，視其為最重要的親人，在得知其隱瞞戴金仔從事偏門後與其鬧翻，後和好 戴金仔之小姨子，不滿其從事偏門，後和好 戴元寶之姻侄女 蔣嬌之繼姻侄女，與其不和，於第16集反目，最後和好 張俊軒之契姨兼好友 烏亞男之大學同學兼好友 與程宇森有感情線，後為其女友，最後為其妻 在英國長大，於第1集回港定居 擅長煲中式湯水 於第5集被岑國華派人擄走，後被程宇森救回 於第7集從被蔣嬌收買的莫財口中得悉戴金仔放高利貸的秘密後離家出走，並與戴金仔和朱露絲鬧翻，後搬到烏亞男家與其同住 於第10集到地下賭場尋找莫財，其後警方到場搗破賭場，混亂期間被玻璃碎割傷眼睛，後康復 於第13集被蔣嬌收買的越南人追斬，後得程宇森保護而無羔，於同集接受其表白及成為其女友 於第22集為照顧戴金仔而與程宇森搬回戴家 於第25集被丁行健禁錮及被其在身上綁上炸彈，後被程宇森救回 於第25集末接受程宇森求婚 |
| 吳業坤                      | 張俊軒 | Duncan、阿軒、軒仔（丁行健專稱） 事務律師 戴金仔、朱露絲之契仔，視二人為親父母 朱瑪莉之契姨甥兼好友 烏亞男之鬥氣冤家，與其有感情線，後為其男友 柯耀宗之好友，於第23集假裝與其反目，以博取丁行健信任 丁行健之好友，兒時與其在兒童之家認識，後被其利用 於第6集與戴金仔在超市被石春生追斬 於第21集假裝與戴金仔反目後暫時搬到丁行健家中居住，並假裝支持對方 於第24集得知丁行健利用自己借給其之5%股份企圖搶走週轉快 於第25集與烏亞男成為情侶 |
| 黃梓瑋                      | 阿 蘭 | 蘭姐、姣婆蘭（戴金仔專稱） 戴家工人 於第22集為救被蔣嬌軟禁的戴金仔而與戴金仔及程宇森合作，假裝戴元寶顯靈以嚇怕蔣嬌 |
| 蘇麗明                      | 嬋 | 龜婆蘭 戴家新工人，聽命於蔣嬌（第22-23集） |
| 陳念君                      | 娟 | 八婆蘭 戴家新工人，聽命於蔣嬌（第22-23集） |

### 週轉快財務顧問公司
| 演員   | 角色       | 備注 |
| 苑瓊丹 | 蔣 嬌      | 金牙嬌、嬌姐、嬌總 過氣江湖大嫂 強迫孫艷萍當其線人，以監視戴金仔之一舉一動，後因其間接令柯耀宗受重傷而與對方反目 曾利用自己名下的公司及一些無法償還債務的債仔到公司借錢，以此虧空公款 於第4集登場 參見戴家 |
| 鄭則仕 | 戴金仔     | 仔哥 週轉快老闆 於第25集退休，後將公司交給孫艷萍、柯耀宗及張俊軒接手打理 參見戴家 |
| 邵美琪 | 朱露絲     | Rose、Rose姐 週轉快老闆娘 參見戴家 |
| 吳業坤 | 張俊軒     | Duncan、張律師 事務律師 / 週轉快法律顧問 柯耀宗之好友 於第25集在戴金仔退休後與柯耀宗及孫艷萍接手打理公司 參見戴家 |
| 馬海倫 | 孫艷萍     | 萍姐、阿萍、抽水萍、柯師奶 週轉快元老 柯耀宗之母 戴金仔之助手 被蔣嬌強迫當其線人，以監視戴金仔之一舉一動，後答應戴金仔幫忙監視蔣嬌，實為等待二人反目時坐收漁人之利 於第16集因柯耀宗遇襲重傷而與蔣嬌反目，最後和好 於第25集在戴金仔退休後與柯耀宗及張俊軒接手打理公司 |
| 許家傑 | 柯耀宗     | 阿宗、宗哥、痾尿宗、大巴宗（蔣嬌專稱） 週轉快主任 孫艷萍之子 戴金仔之手下，對其忠心耿耿，曾為其擋刀，於第16集起為其及朱露絲之契仔 張俊軒之好友，於第23集假裝反目，以欺騙丁行健 成大武、姚勝、何旦、關炳、趙鴻之大佬兼好友 於第16集為保護戴金仔而被岑國華打致重傷昏迷，在接受兩次手術後蘇醒 於第20集康復出院 於第25集與程宇森救回蔣嬌，後在戴金仔退休後與其母及張俊軒接手打理公司 |
| 樊亦敏 | 馮小嫻     | Judy、Judy姐 朱露絲之助手及司機 Roger之女友 曾遭蔣嬌抹黑，指其與朱露絲有不倫關係 |
| 嘉 駿  | 成大武     | 阿武、啷啷、武啷啷 戴金仔之手下 柯耀宗之手下兼好友 |
| 霍健邦 | 姚 勝      | 無人勝、孤寒勝 戴金仔之手下 柯耀宗之手下兼好友 |
| 黃耀煌 | 何 旦      | 雞蛋仔 戴金仔之手下 柯耀宗之手下兼好友 |
| 謝可逸 | 關 炳      | 阿炳、盲炳 戴金仔之手下 柯耀宗之手下兼好友 於第4集起成為蔣嬌之跟班，後反目，最後和好 於第16集起回到週轉快工作 |
| 曾海昌 | 趙 鴻      | 阿鴻、大鴻 戴金仔之手下 柯耀宗之手下兼好友 於第4集起成為蔣嬌之跟班，後反目，最後和好 於第16集起回到週轉快工作 |
| 朱斐斐 | Ada        | 週轉快接待員 |
| 梁雯蔚 | JoJo Chan  | 週轉快接待員 |
| 李忠希 | Sam        | 週轉快職員 |
| 周寶霖 | Joyce Chow | 週轉快職員 |
| 張雪瑩 | Candy      | 週轉快職員 |
| 余美虹 |            | 週轉快職員 |
| 姚宏遠 |            | 戴金仔之手下 |
| 鄭雋熹 |            | 戴金仔之手下 |
| 程浩駿 |            | 戴金仔之手下 |
| 吳子冲 |            | 戴金仔之手下 |

### 中區警署
| 演員   | 角色     | 備注 |
| 張本立 | 歐陽振雄 | 歐陽Sir 高級警司 楊桃之男友 於第25集與眾人拘捕丁行健（第18、21、24-25集） |
| 郭少芸 | 楊 桃    | Maggie、Madam Yeung 重案組警司 程宇森之上司，視其為自己的弟弟 烏亞男、高俊、唐長久、劉達松之上司 歐陽振雄之女友 非常關心下屬 |
| 黎諾懿 | 程宇森   | Ben、Ben Sir、程Sir、阿森 重案組督察 楊桃之下屬 烏亞男、高俊、唐長久、劉達松之上司 譚兆堅之前同事 戴金仔之天敵，後在其改邪歸正後對其漸漸改觀並成為好友 與朱瑪莉有感情線，後為其男友，最後為其夫 江嘉欣之前夫 林莎莎之前女婿 於第13集為保護朱瑪莉而被蔣嬌收買的越南人打傷入院，後向其表白及成為其男友，於同集康復出院 其警槍於第18集被丁行健及岑國華合謀偷走 於第21集因自己與朱瑪莉的關係被警方懷疑而憤然辭職，實為與戴金仔合作拘捕丁行健的計劃之一 於第22集加入週轉快財務公司 於第25集拘捕Joey，並與柯耀宗救回蔣嬌 於第25集末成功向朱瑪莉求婚 |
| 姜麗文 | 烏亞男   | Man、亞男（羅亞彩專稱） 重案組警員 楊桃、程宇森之下屬 高俊、唐長久、劉達松之同事 朱瑪莉之大學同學兼好友 羅亞彩之孫女，視其為最重要的親人 張俊軒之鬥氣冤家，與其有感情線，後為其女友 有幽暗恐懼症 於第7集收留朱瑪莉，並與其同住 於第25集與張俊軒成為情侶 |
| 阮政峰 | 高 俊    | 重案組警員 楊桃、程宇森之下屬 烏亞男、唐長久、劉達松之同事 |
| 張智軒 | 唐長久   | 久哥 重案組警員 楊桃、程宇森之下屬 烏亞男、高俊、劉達松之同事 |
| 莫家淦 | 劉達松   | 口水松 重案組警員 楊桃、程宇森之下屬 烏亞男、高俊、唐長久之同事 |

### 新生命輔導中心
| 演員   | 角色   | 備注                                                              |
| 衛志豪 | 黃海升 | 黃Sir、師兄（朱瑪莉專稱） 社工 朱瑪莉之同事兼學長                 |
| 黃智雯 | 朱瑪莉 | Mary、朱姑娘 社工，負責債務及理財管理 黃海升之同事兼學妹 參見戴家 |

### 江家
| 演員   | 角色   | 備注 |
| 朱咪咪 | 林莎莎 | SaSa、Sa姐 江嘉欣之母 蕭敬峰之岳母，後反目，最後和好 程宇森之前岳母，在對方與其女離婚後仍視對方如家人般看待 於第3集登場，因被財務公司追債而寄住在程宇森家中                                                       |
| 姚嘉妮 | 江嘉欣 | 阿欣 林莎莎之女 蕭敬峰之妻 程宇森之前妻 於第4集登場並寄住在程宇森家中 於第8集與蕭敬峰團聚 於第11集与蕭敬峰從程宇森家中搬走 於第25集由其母宣佈已懷孕五個月                                                         |
| 胡渭康 | 蕭敬峰 | 阿峰 江嘉欣之夫 林莎莎之女婿，後反目，最後和好 因生意欠佳而借高利貸，其後為還債而賭錢，在欠下高利貸後一走了之 於第8集獲程宇森收留 於第10集與江嘉欣和好，後決定戒賭及進行債務重組 於第11集与江嘉欣從程宇森家中搬走 |

### 其他演員
| 演員           | 角色                  | 備注 |
| 古明華         | 岑國華                | 扯蝦華、華哥 財務公司老闆 患有哮喘 戴金仔之競爭對手，與其不和 被蔣嬌利用，被其設局而與戴金仔火拼，後為報復戴金仔而與其互相勾結 於第5集趁戴金仔昏迷住院期間帶手下到週轉快財務顧問公司搗亂，後派人擄走朱瑪莉，但失敗 於第11集與戴金仔被綁匪劫持期間被雷劈中後入院 於第16集在賭場打傷柯耀宗，使其重傷入院 於第18集與丁行健合謀偷走程宇森之警槍 於第19集被警方拘捕 |
| 馬譽軒（童年） | 丁行健                | Maris、丁生、健哥（張俊軒專稱）、馬騮屎（戴金仔專稱) 金融投資顧問／國際大老千 丁立三、薛丹鳳之子 癡戀朱露絲，雖被其拒絕，但仍多次苦纏其，最後反目 戴金仔之天敵兼情敵，為報仇而刻意離間其、朱露絲及張俊軒，企圖讓其家破人亡 與蔣嬌互相勾結，以報復戴金仔，實為利用其 陷害程宇森 張俊軒之好友，多年前與其在兒童之家認識，視其為親弟但亦利用其 Joey之上司 被國際刑警調查 於第14集登場 於第18集與岑國華合謀偷走程宇森之警槍 於第24集捉走蔣嬌，並假冒其簽授權書借此企圖搶走週轉快財務顧問公司 於第25集擄走朱瑪莉及朱露絲，並在朱瑪莉身上綁上炸彈，在程宇森救其時企圖炸死兩人，但失敗，後挾持朱露絲到天台，在逃走時被戴金仔以飛刀刺傷及被眾人圍捕，最後被SDU制服及拘捕 |
| 邵展鵬（青年） | 丁行健                | Maris、丁生、健哥（張俊軒專稱）、馬騮屎（戴金仔專稱) 金融投資顧問／國際大老千 丁立三、薛丹鳳之子 癡戀朱露絲，雖被其拒絕，但仍多次苦纏其，最後反目 戴金仔之天敵兼情敵，為報仇而刻意離間其、朱露絲及張俊軒，企圖讓其家破人亡 與蔣嬌互相勾結，以報復戴金仔，實為利用其 陷害程宇森 張俊軒之好友，多年前與其在兒童之家認識，視其為親弟但亦利用其 Joey之上司 被國際刑警調查 於第14集登場 於第18集與岑國華合謀偷走程宇森之警槍 於第24集捉走蔣嬌，並假冒其簽授權書借此企圖搶走週轉快財務顧問公司 於第25集擄走朱瑪莉及朱露絲，並在朱瑪莉身上綁上炸彈，在程宇森救其時企圖炸死兩人，但失敗，後挾持朱露絲到天台，在逃走時被戴金仔以飛刀刺傷及被眾人圍捕，最後被SDU制服及拘捕 |
| 袁文傑         | 丁行健                | Maris、丁生、健哥（張俊軒專稱）、馬騮屎（戴金仔專稱) 金融投資顧問／國際大老千 丁立三、薛丹鳳之子 癡戀朱露絲，雖被其拒絕，但仍多次苦纏其，最後反目 戴金仔之天敵兼情敵，為報仇而刻意離間其、朱露絲及張俊軒，企圖讓其家破人亡 與蔣嬌互相勾結，以報復戴金仔，實為利用其 陷害程宇森 張俊軒之好友，多年前與其在兒童之家認識，視其為親弟但亦利用其 Joey之上司 被國際刑警調查 於第14集登場 於第18集與岑國華合謀偷走程宇森之警槍 於第24集捉走蔣嬌，並假冒其簽授權書借此企圖搶走週轉快財務顧問公司 於第25集擄走朱瑪莉及朱露絲，並在朱瑪莉身上綁上炸彈，在程宇森救其時企圖炸死兩人，但失敗，後挾持朱露絲到天台，在逃走時被戴金仔以飛刀刺傷及被眾人圍捕，最後被SDU制服及拘捕 |
| 黃嘉樂         | 譚兆堅                | 阿堅 債仔／前重案組警員 程宇森之前同事 鄭美娟之前男友，與其育有一子，被其欺騙感情及陷害至欠債纍纍，後和好 曾於週轉快財務顧問公司借錢 於第14集登場 於第15集得悉鄭美絹五年來一直被劉智豪虐待，後設計令劉智豪與鄭美絹離婚 |
| 黃栢文         | 鍾樹銅                | 阿銅、銅哥 前江湖中人／蓮花樓酒家老闆 戴元寶之前手下 戴金仔之好友 |
| 梁舜燕         | 鄔羅亞彩              | 烏老太 烏亞男之嫲嫲 視張俊軒為烏亞男之男友 患有腦退化症 |
| 翟威廉         | 莫 財                 | 債仔 何瑞芳之子 嗜賭，曾於週轉快財務顧問公司借錢 對朱瑪莉有好感 於第2集以印尼盾580,000元（港幣324.8元）支付欠債 於第3集被戴金仔及其手下報復，在身上塗蜜糖招惹蜜蜂攻擊 於第7集被蔣嬌收買向朱瑪莉揭穿戴金仔放高利貸的秘密，令其離家出走並與戴金仔和朱瑪莉鬧翻 |
| 雪 妮          | 何瑞芳                | 芳姑 莫財之母 |
| 李啟傑         | 何 標                 | 岑國華之手下 於第4集毆打柯耀宗並一度打算誣告其 |
| 董敬文         | 董 輝                 | 岑國華之手下 於第4集毆打柯耀宗並一度打算誣告其 |
| 莊思明         | Joey                  | 丁行健之下屬 於第18集登場 假裝暗戀柯耀宗，並利用其 於第23集誣衊程宇森非禮自己 於第25集被程宇森拘捕 |
| 楊嘉欣         | 黃 琪                 | |
| 朱樂洺         | 麥 士                 | 軍裝警員 |
| 關梓陽         | 彭 飛                 | 軍裝警員 |
| 何振華         |                       | 茶檔老闆（第1集） |
| 蔡康年         |                       | 節目主持（第1、11集） |
| 紀保羅         | 石留山                | 慈善總理（第1集） |
| 何晉樂         |                       | 機場速遞員（第1集） |
| 何晉樂         | 珠之手下（第19-21集） | |
| 陳狄克         | 關 強                 | 叉燒強 燒味店老闆 債仔，曾於週轉快財務顧問公司借錢（第1-3集） |
| 曾航生         | 石春生                | 石生、春生（石太專稱） 債仔，曾於週轉快財務顧問公司借錢 於第6集在超級市場追斬戴金仔及張俊軒，後被警方拘捕 於第20集交代其已出獄（第2-3、6、20集） |
| 葉凱茵         | 石 太                 | 石春生之妻，與其育有一女 患有第三期胃癌（第2-3、6、20集） |
| 陳榮峻         | 陳 七                 | 債仔，曾於週轉快財務顧問公司借錢 的士司機（第2-3集） |
| 容羨媛         | 耀 母                 | 母親 債仔（第2-3集） |
| 鄭耀軒         | 耀 仔                 | 債仔兒子（第2集） |
| 趙樂賢         |                       | 中年男子 債仔（第2-3集） |
| 王德基         |                       | 阿伯兒子 債仔（第2-3集） |
| 簡新銳         |                       | 阿伯 債仔父親（第2-3集） |
| 湯俊明         | 梁 威                 | 債仔（第2-3集） |
| 許思敏         |                       | 受害人（第2集） |
| 黃 華          |                       | 受害人（第2集） |
| 譚焯升         | 陳 球                 | （第3、9、17集） |
| 何啟南         | 良 哥                 | 看更（第3、9-10、12、18集） |
| 林俊其         | 黃 生                 | 住戶（第3集） |
| 徐貫國         |                       | 住戶（第3、10集） |
| 黎寬怡         |                       | 按摩師（第3集） |
| 袁潔儀         | 朱費彩妮              | 朱露絲、朱瑪莉之亡母 戴金仔之亡岳母 戴元寶之親家奶奶 蔣嬌之亡繼親家奶奶（第3集） |
| 何綺雲         | 珠                    | 蔣嬌之獄友，後反目（第4、6、14、19-20集） |
| 曾慧雲         | 寶                    | 蔣嬌之獄友，後反目（第4、6、14、19-20集） |
| 李麗麗         | 玉                    | 蔣嬌之獄友，後反目（第4、6、14、19-20集） |
| 潘冠霖         |                       | 服裝店職員（第4集） |
| 袁鎮業         | Rocky                 | 酒吧職員（第4、7、12-13、15、18集） |
| 區軒瑋         | 崔瑞華                | 戴金仔之主診醫生（第5、10集） |
| 容天佑         |                       | 岑國華之手下（第5、10、12、18集） |
| 王致狄         |                       | 職員（第6集） |
| 吳嘉儀         |                       | 妻子（第6集） |
| 潘梓鋒         |                       | 丈夫（第6集） |
| 楊依依         |                       | 超市婆婆（第6集） |
| 楊依依         | 宋 太                 | 烏羅亞彩朋友（第14集） |
| 程 皓          |                       | 主持（第6-7集） |
| 陳勉良         | 黃 陸                 | 中醫師（第6集） |
| 馬嘉莉         |                       | 中醫助理（第6集） |
| 李漫芬         |                       | 媽媽（第6集） |
| 洪資訊         |                       | 精神病醫生（第6集） |
| 王卓淇         | 玲                    | 美容院推銷員 債仔，曾於週轉快財務顧問公司借錢（第7集） |
| 朱滙林         | 霍 明                 | （第7集） |
| 梁嘉駿         |                       | 主持（第7集） |
| 盧峻峯         |                       | 玲之男友（第7集） |
| 夏玉麟         | 遠 叔                 | 茶客（第7集） |
| 周嘉洛         | 霖                    | 貓主人（第8集） |
| 蔡國慶         | 叔父慶                | 社團叔父 戴家之叔公（第8、16、25集） |
| 莫偉文         | 叔父坤                | 社團叔父 戴家之叔公（第8、16、23、25集） |
| 伍健忠         | 叔父發                | 社團叔父 戴家之叔公（第8、16、23、25集） |
| 吳天佑         |                       | 侍應（第8集） |
| 陳睿雯         |                       | 新聞報導員（第8集） |
| 包曉華         | 方 太                 | 太太（第8集） |
| 鄧綺銀         |                       | 垃圾婆（第8集） |
| 邱惠玲         | 華 嬸                 | 村民（第9集） |
| 吳文舜         | 劉 叔                 | 村民（第9集） |
| 尤志豪         | 德 仔                 | 村民（第9集） |
| 威廉陳         | 鄧藕旭                | 燉牛肉 債仔（第9集） |
| 馮柏然         |                       | 鄧藕旭之手下（第9集） |
| 楊家輝         |                       | 鄧藕旭之手下（第9集） |
| 鄧重謙         |                       | 債仔（第9集） |
| 章景恆         |                       | 古惑仔（第10、12、18集） |
| 王華盛         |                       | 食客（第10集） |
| 劉沛寧         |                       | 食客（第10集） |
| 吳曠利         |                       | 職員（第11集） |
| 林浩文         |                       | 職員（第11集） |
| 鄒兆霆         | 雞                    | （第11集） |
| 程 皓          |                       | 記者（第11集） |
| 吳幸美         |                       | 記者（第11集） |
| 彭翔翎         |                       | 記者（第11集） |
| 邱 晴          |                       | 記者（第11集） |
| 何依婷         |                       | 媳婦（第11集） |
| 焦浩軒         |                       | 年青人（第11集） |
| 趙璧渝         |                       | 新聞主持（第11、14集） |
| 陳靖雲         |                       | 婚紗職員（第11集） |
| 吳偉豪         |                       | 男人（第12集） |
| 沈愛琳         |                       | 女人（第12集） |
| 樓嘉豪         |                       | 職員（第12集） |
| 簡家麒         |                       | 職員（第12集） |
| 彭紀諺         | Tommy                 | （第13集） |
| 江富強         |                       | 劉智豪之保鏢（第14集） |
| 文雅           | 鄭美娟                | Apple 譚兆堅之前女友，與其育有一子，欺騙其感情並陷害其令其欠債纍纍 劉智豪有名無實之妻，經常被其打罵 於第15集在譚兆堅設計下令劉智豪與其離婚，並得到一大筆贍養費（第14-15集） |
| 鄭啟泰         | 劉智豪                | 劉大少 劉大炮之子 鄭美娟有名無實之夫，經常打罵其，於第15集與其離婚（第14-15集） |
| 利穎怡         |                       | 越南妹（第14集） |
| 陳嘉慧         |                       | 侍應（第14集） |
| 魏穎彤         | 華 嬸                 | 烏羅亞彩朋友（第14集） |
| 楊莉莉         | 李 太                 | 烏羅亞彩朋友（第14集） |
| 吳綺珊         |                       | 闊太 |
| 蕭凱欣         |                       | 闊太 |
| 白 雲          | 尹 太                 | 闊太（第15-16集） |
| 甄詠珊         | 彭 太                 | Carisa 闊太（第15-16、19-20集） |
| 黃凱琪         |                       | 美女（第15集） |
| 梁百川         |                       | 爵士樂隊成員（第15集） |
| 蘇逴殷         |                       | 爵士樂隊成員（第15集） |
| 鄧嘉傑         |                       | 拍賣會主持（第15集） |
| 孟希璘         |                       | 電視台職員（第15集） |
| 劉宸熙         |                       | 譚兆堅、鄭美娟之子 劉智豪之養子（第15集） |
| 郭田葰         | 范教授                | 柯耀宗之主診醫生 朱露絲之友（第16集） |
| 李海生         |                       | 社團叔父（第16、25集） |
| 曾健明         |                       | 社團叔父（第16、25集） |
| 楊證樺         | 康 叔                 | 社團叔父（第16、25集） |
| 余子明         | 黃 伯                 | （第16-17集） |
| 方紹聰         | 周家城                | （第17集） |
| 徐玟晴         | 高姑娘                | （第17集） |
| 蕭徽勇         |                       | 司機（第17集） |
| 唐嘉麟         | 釘書基                | （第17集） |
| 葉蒨文         |                       | 釘書基之女伴（第17集） |
| 黃文意         |                       | 朱露絲之朋友（第17集） |
| 周梓盈         |                       | 朱露絲之朋友（第17集） |
| 吳展驊         |                       | 西區CID（第18-19集） |
| 陳戩浩         |                       | 西區CID（第18-19集） |
| 鄭詠謙         |                       | 情侶（第18集） |
| 陳潁熙         |                       | 情侶（第18集） |
| 胡美貽         |                       | 性感女郎（第18集） |
| 譚炳文         | 林 叔                 | 社團叔父 戴家之叔公（第18集） |
| 劉桂芳         |                       | 林叔之妻（第18集） |
| 尹詩沛         |                       | 小三（第18集） |
| 羅永健         | 堯                    | 小偷（第18-19集） |
| 伍禮騫         |                       | 戴元寶之手下（第19-21集） |
| 魏惠文         | 何 生                 | 騙徒（第20集） |
| 胡 㻗          |                       | 僱佣兵（第22、25集） |
| 姚浩政         |                       | 神秘男子（第22集） |
| 區靄玲         | 莊 太                 | 曾在其丈夫不知情下被丁行健騙走一筆巨款 於第24集被其夫得知其被丁行健騙取2000萬後被丈夫打傷，並遭對方提出離婚（第22、24集） |
| 楊瑞麟         | 莊 生                 | 於第24集得知其妻被丁行健騙取2000萬後而打傷對方，並向對方提出離婚（第22、24集） |
| 梁雯蔚         |                       | 職員（第23集） |
| 羅 鴻          | 叔父甲                | 社團叔父 戴家之叔公（第23集） |
| 周嘉全         |                       | 手下（第23集） |
| 余富根         |                       | 手下（第23集） |
| 黃煒溏         | 丁立三                | (1950年3月5日-1988年7月2日) 丁行健之亡父 薛丹鳳之夫 於1988年7月2日因借錢無力償還而被戴元寶及其他債主追債，最後因抵不住追債壓力而跳樓身亡（第24集） |
|                | 薛丹鳳                | (1953年2月7日-1990年4月8日) 丁行健之亡母 丁立三之妻 數十年前因無法接受丁立三跳樓身亡而被送進精神病院，最後在精神病院去世 |
| 李嘉晉         |                       | 社工（第25集） |
| 游莨維         | Roger                 | 馮小嫻之男友（第25集） |

## 收視
本劇於香港無綫電視翡翠台及myTV SUPER7日跨平台總收視之紀錄：
| 週次 | 集數  | 日期                  | 收視率 | 備註                   |
| 1    | 1-5   | 2019年9月2日-9月6日   | 24點   | 星期一至五總收視24.0點 |
| 2    | 6-10  | 2019年9月9日-9月13日  | 22點   | 星期一至五總收視21.9點 |
| 3    | 11-15 | 2019年9月16日-9月20日 | 23點   | 星期一至五總收視23.3點 |
| 4    | 16-20 | 2019年9月23日-9月27日 | 23點   | 星期一至五總收視23點   |
| 5    | 21-25 | 2019年9月30日-10月4日 | 25點   | 星期一至五總收視25.2點 |
| 全劇 | 全劇  | 全劇                  | 24點   | 全劇平均總收視23.5點   |

## 獎項

### 萬千星輝頒獎典禮2019
| 年份               | 獎項                         | 單位 | 結果 |
| ------------------ | ---------------------------- | ---- | ---- |
| 2019               |                              |      |      |
| 最佳劇集           | 街坊財爺                     | 提名 |      |
| 最佳男主角         | 戴金仔／戴元寶 （鄭則仕 飾） | 提名 |      |
| 最佳男主角         | 程宇森（黎諾懿 飾）          | 提名 |      |
| 最佳女主角         | 朱露絲（邵美琪 飾）          | 提名 |      |
| 最佳女主角         | 朱瑪莉（黃智雯 飾）          | 提名 |      |
| 最受歡迎電視女角色 | 朱瑪莉（黃智雯 飾）          | 提名 |      |
| 最佳男配角         | 張俊軒 （吳業坤 飾）         | 提名 |      |
| 最受歡迎電視歌曲   | 街坊財爺（主唱：吳業坤）     | 提名 |      |
| 最受歡迎電視歌曲   | 愛情無價（主唱：吳若希）     | 提名 |      |

## 記事
- 2018年3月27日：此劇於14:30在將軍澳工業村駿才街77號電視廣播城一廠Common room舉行造型記者會。
- 2018年4月2日：此劇首日拍攝。
- 2018年4月26日：此劇於16:00在將軍澳工業村駿才街77號電視廣播城十三廠舉行新劇拜神儀式。
- 2018年5月4日：此劇於20:00在觀塘公眾碼頭拍攝外景，演員包括黃智雯、黎諾懿、姚嘉妮、何佩珉。
- 2018年6月26日：此劇完成拍攝。
- 2019年8月29日：此劇於11:30在沙田大涌橋路55-57號水中天二樓星際宴會廳舉行「《街坊財爺》架勢登場」宣傳活動。
- 2019年9月20日：此劇於15:30在將軍澳唐德街3號香港九龍東皇冠假日酒店2樓寶鑽廳8舉行「新生代爭霸戰」宣傳活動。
- 2019年9月30日：此劇於15:30在將軍澳工業村駿才街77號電視廣播城一廠Common Room舉行「畢業典禮」宣傳活動。

## 軼事
- 此劇原定為2019年TVB Amazing Summer推介劇集之一[5]，並排定於2019年7月22日首播，後因改播《包青天再起風雲》[6]而順延至2019年9月2日首播[7]。
- 張兆輝原定出演此劇，後因檔期問題而退出本劇[8]。
- 此劇「朱露絲」原定由陳煒飾演，因檔期問題未能接拍，後改由邵美琪接演。
- 此劇是鄭則仕、苑瓊丹、郭少芸與黎諾懿繼《造王者》後再度合作；其中鄭則仕、苑瓊丹繼前者、《情越雙白線》、《火線下的江湖大佬》後第四度合作。
- 此劇是苑瓊丹與黎諾懿繼《美麗高解像》後再度合作。
- 此劇有《愛·回家之開心速遞》的周嘉洛、吳偉豪、焦浩軒、袁文傑客串，許家傑、阮政峰、樊亦敏、莫家淦主演。
- 在第一集朱露絲於電視節目籌款一幕，電視下方的捐款名單短暫出現了《十二傳說》的人物，分別是傅通明、傅子博（小朋友）、潘得利、顧盼倩、李芭樂、了哥以及羅球。
- 此劇是袁文傑繼《救妻同學會》、《宮心計2深宮計》及《她她她的少女時代》後第四度飾演反派。
- 此劇是邵美琪、苑瓊丹及擔任監製梁材遠於TVB最後一套電視作品。
- 此劇為譚炳文及梁舜燕的遺作之一。

## 外部連结
- 《街坊財爺》鄭則仕 苑瓊丹 邵美琪 鬥氣連場 - TVB Weekly （页面存档备份，存于）
- 豆瓣电影上《街坊財爺》的資料 （简体中文）

## 電視節目的變遷
| 香港 無綫電視翡翠台／ 澳門 TVB Anywhere翡翠台 星期一至五 20:30-21:30 | 香港 無綫電視翡翠台／ 澳門 TVB Anywhere翡翠台 星期一至五 20:30-21:30 | 香港 無綫電視翡翠台／ 澳門 TVB Anywhere翡翠台 星期一至五 20:30-21:30 |
| -------------------------------------------------------------------- | -------------------------------------------------------------------- | -------------------------------------------------------------------- |
|                                                                      | 街坊財爺 （2019.09.02 - 2019.10.04）                                 |                                                                      |
| 包青天再起風雲 （2019.07.22 - 2019.08.30）                           | 牛下女高音 （2019.10.07 - 2019.11.15）                               |                                                                      |

| 香港 無綫電視翡翠台 星期一至五 11:45－12:40 · 4月2日、4月5日、4月6日及4月8日暫停播映 | 香港 無綫電視翡翠台 星期一至五 11:45－12:40 · 4月2日、4月5日、4月6日及4月8日暫停播映 | 香港 無綫電視翡翠台 星期一至五 11:45－12:40 · 4月2日、4月5日、4月6日及4月8日暫停播映 |
| ------------------------------------------------------------------------------------ | ------------------------------------------------------------------------------------ | ------------------------------------------------------------------------------------ |
|                                                                                      | 街坊財爺 （2021年3月3日－2021年4月12日）                                             |                                                                                      |
| 為食神探 （2021年1月29日－2021年3月1日）                                             | 好日子 （2021年4月13日－2021年5月10日）                                              |                                                                                      |

| 新加坡、 马来西亚 翡翠台 星期一至五 20:30-21:30 | 新加坡、 马来西亚 翡翠台 星期一至五 20:30-21:30 | 新加坡、 马来西亚 翡翠台 星期一至五 20:30-21:30 |
| ----------------------------------------------- | ----------------------------------------------- | ----------------------------------------------- |
|                                                 | 街坊財爺 （2019.09.02 - 2019.10.04）            |                                                 |
| 包青天再起風雲 （2019.07.22 - 2019.08.30）      | 牛下女高音 （2019.10.07 - 2019.11.15）          |                                                 |

| 马来西亚 Astro AOD、Astro AOD HD 星期一至五 20:30-21:30 | 马来西亚 Astro AOD、Astro AOD HD 星期一至五 20:30-21:30 | 马来西亚 Astro AOD、Astro AOD HD 星期一至五 20:30-21:30 |
| ------------------------------------------------------- | ------------------------------------------------------- | ------------------------------------------------------- |
|                                                         | 街坊財爺 （2019.09.02 - 2019.10.04）                    |                                                         |
| 包青天再起風雲 （2019.07.22 - 2019.08.30）              | 牛下女高音 （2019.10.07 - 2019.11.15）                  |                                                         |

| 新加坡 HUB戲劇首選 星期一至五 20:30-21:30  | 新加坡 HUB戲劇首選 星期一至五 20:30-21:30 | 新加坡 HUB戲劇首選 星期一至五 20:30-21:30 |
| ------------------------------------------ | ----------------------------------------- | ----------------------------------------- |
|                                            | 街坊財爺 （2019.09.02 - 2019.10.04）      |                                           |
| 包青天再起風雲 （2019.07.22 - 2019.08.30） | 牛下女高音 （2019.10.07 - 2019.11.15）    |                                           |

| 澳洲 無綫翡翠台 星期二至六 20:30 - 21:30   | 澳洲 無綫翡翠台 星期二至六 20:30 - 21:30 | 澳洲 無綫翡翠台 星期二至六 20:30 - 21:30 |
| ------------------------------------------ | ---------------------------------------- | ---------------------------------------- |
|                                            | 街坊財爺 （2019.09.03 - 2019.10.05）     |                                          |
| 包青天再起風雲 （2019.07.23 - 2019.08.31） | 牛下女高音 （2019.10.08 - 2019.11.16）   |                                          |

| 新加坡 佳乐台 9:00 热播剧时段 星期一至四 21:10-22:00 | 新加坡 佳乐台 9:00 热播剧时段 星期一至四 21:10-22:00 | 新加坡 佳乐台 9:00 热播剧时段 星期一至四 21:10-22:00 |
| ---------------------------------------------------- | ---------------------------------------------------- | ---------------------------------------------------- |
|                                                      | 街坊財爺 （2019年12月11日 - 2020年1月22日）          |                                                      |
| 包青天再起風雲 （2019年10月21日 - 12月10日）         | 牛下女高音 （2020年1月23日-3月2日）                  |                                                      |

| Astro華麗台、Astro華麗台HD 星期一至五 20:30－21:30 時段 | Astro華麗台、Astro華麗台HD 星期一至五 20:30－21:30 時段 | Astro華麗台、Astro華麗台HD 星期一至五 20:30－21:30 時段 |
| ------------------------------------------------------- | ------------------------------------------------------- | ------------------------------------------------------- |
|                                                         | 街坊財爺 （2020-01-21－2020-02-25）                     |                                                         |
| 大帥哥 （2019-12-10－2020-01-20）                       | 好日子 （2020-02-26－2020-03-24）                       |                                                         |

| 新加坡 HUB娛家戲劇台 每晚 19:00 - 20:00    | 新加坡 HUB娛家戲劇台 每晚 19:00 - 20:00 | 新加坡 HUB娛家戲劇台 每晚 19:00 - 20:00 |
| ------------------------------------------ | --------------------------------------- | --------------------------------------- |
|                                            | 街坊財爺 （2020-03-01 - 2020-03-25）    |                                         |
| 包青天再起風雲 （2020-01-31 - 2020-02-29） | 牛下女高音 （2020-03-26 - 2020-04-24）  |                                         |

| 美国 TVBe 星期一至五 黃金劇場 時段 16:00-17:00 | 美国 TVBe 星期一至五 黃金劇場 時段 16:00-17:00 | 美国 TVBe 星期一至五 黃金劇場 時段 16:00-17:00 |
| ---------------------------------------------- | ---------------------------------------------- | ---------------------------------------------- |
|                                                | 街坊財爺 (2020.05.18 - 2020.06.19)             |                                                |
| 好日子 （2020.04.20 - 2020.05.15）             | 牛下女高音 (2020.06.22 - 2020.07.31)           |                                                |

| 香港、 马来西亚 TVB星河频道 星期一至五 19:30 - 20:30 | 香港、 马来西亚 TVB星河频道 星期一至五 19:30 - 20:30 | 香港、 马来西亚 TVB星河频道 星期一至五 19:30 - 20:30 |
| ---------------------------------------------------- | ---------------------------------------------------- | ---------------------------------------------------- |
|                                                      | 街坊财爷 （2022年7月4日 - 2022年8月5日）             |                                                      |
| 她她她的少女時代 （2022年6月20日－2022年7月1日）     | 丫鬟大联盟 （2022年8月8日－2022年8月26日）           |                                                      |

| 马来西亚 八度空间 周末TVB 星期六及日 19:00-20:00 | 马来西亚 八度空间 周末TVB 星期六及日 19:00-20:00 | 马来西亚 八度空间 周末TVB 星期六及日 19:00-20:00 |
| ------------------------------------------------ | ------------------------------------------------ | ------------------------------------------------ |
|                                                  | 街坊財爺 （2025-01-04 - 2025-04-05）             |                                                  |
| BB來了 （2024-10-26 - 2024-12-29）               | 她她她的少女時代 （2025-04-06 - 2025-06-14）     |                                                  |